# Neferhat (Bildhauer)

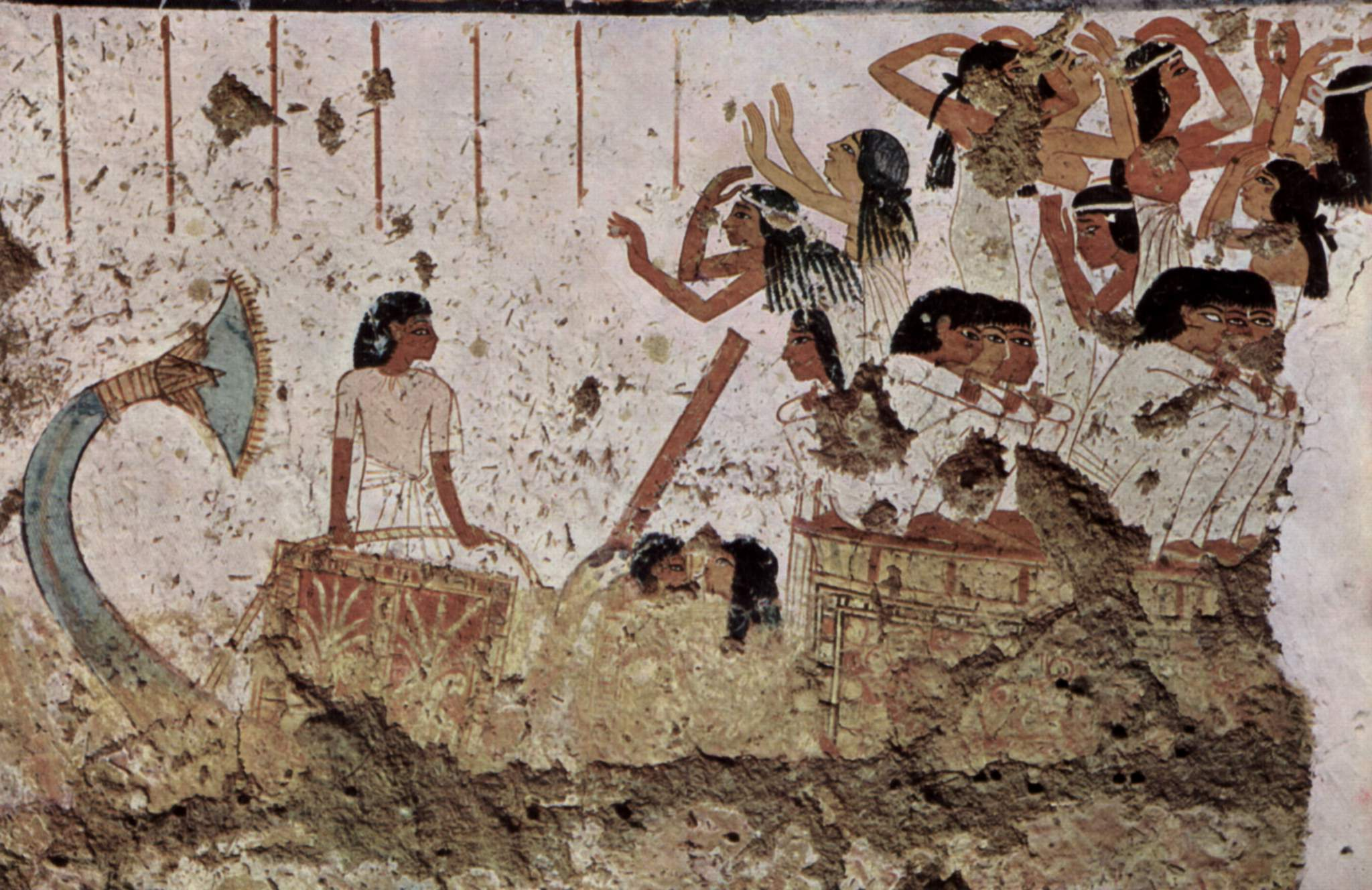
Darstellung der Totenfahrt im Grab des Nebimen und Ipuki.

Neferhat war ein altägyptischer Bildhauer der 18. Dynastie, der in Theben tätig war und nur durch Inschriften im Grab seines Sohnes, des Bildhauers Nebimen bekannt ist.
Neferhat ist aus Inschriften im Grab seines Sohnes bekannt, das dieser mit dem Bildhauer Ipuki teilte. Er wird wie sein Sohn, der ihm offenbar nachfolgte, als Oberster der Bildhauer am geheimen Ort, also beim Bau der Königsgräber in Theben-West, bezeichnet. Er wirkte bei der Errichtung der Gräber für die Pharaonen Amenophis III. und Amenophis IV. mit. Genauere Zuweisungen einzelner Werke sind heute nicht mehr möglich. Unklar ist, ob der ebenfalls erwähnte Umrisszeichner Hi Sohn des Neferhat oder Bruder des Ipuki war.